# Haukkavuori, Kotka
Haukkavuori är en kulle i Finland. Den ligger i Kotka i landskapet Kymmenedalen, i den södra delen av landet, 110 km öster om huvudstaden Helsingfors. Toppen på Haukkavuori är 67 meter över havet.
Terrängen runt Haukkavuori är huvudsakligen platt. Runt Haukkavuori är det ganska tätbefolkat, med 199 invånare per kvadratkilometer. Närmaste större samhälle är Karhula, 9,9 km sydost om Haukkavuori. I omgivningarna runt Haukkavuori växer i huvudsak blandskog.